# Белый, Максим Игоревич
Макси́м И́горевич Бе́лый (укр. Максим Ігорович Білий; род. 21 июня 1990, Васильковка, Днепропетровская область) — украинский футболист, защитник

## Карьера

### Клубная

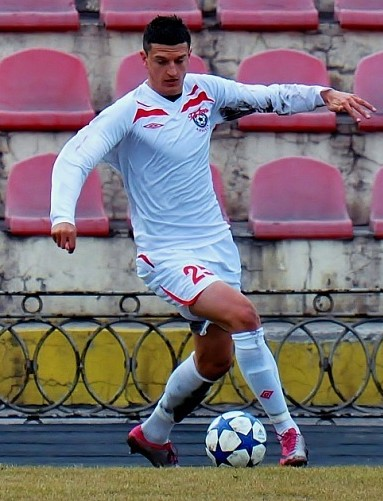

Выпускник детской футбольной академии донецкого «Шахтёра». В детско-юношеской футбольной лиге провёл за «Шахтёр» 84 матча, забил 12 голов.
9 августа 2007 дебютировал в составе «Шахтёра-3» в играх Второй лиги Украины в матче против луганского «Коммунальника» (2:1). Всего во Второй лиге провёл 54 матча отличился трижды (к 21 августа 2009). В сезоне 2007/08 также сыграл пять матчей за «горняков» в турнире дублёров УПЛ.
Перед началом сезона 2010/11 на правах аренды перешёл в клуб Первой лиги — алчевскую «Сталь».
В 2011 году подписал контракт с луганской «Зарёй». В июне 2015 года подписал контракт со сплитским «Хайдуком». В сентябре 2016 года разорвал контракт с клубом.
4 февраля 2017 года полузащитник подписал контракт с махачкалинским «Анжи». Летом 2017 года стал игроком клуба «Мариуполь».

### В сборной
Сыграл во всех юношеских сборных Украины. Дебютировал 21 августа 2005 года в игре с Беларусью на уровне до 17 лет (0:1). В составе юношеской сборной принял участие в юношеском чемпионате Европы 2009. Не сыграл ни разу там, но стал победителем турнира.

## Достижения
Сборная Украины (до 19 лет)
- Чемпион Европы среди юношей: 2009